# Шевченко, Егор Владимирович
Его́р Влади́мирович Шевче́нко (4 февраля 1978) — российский футболист, полузащитник.

## Карьера
Воспитанник петербургского футбола. Начал заниматься футболом в СДЮШОР «Зенит». Начинал карьеру в клубе «Торпедо» (Павлово), играл за него в зоне «Центр» второй лиги, затем в зоне «Поволжье» второго дивизиона. Затем, в 2000—2005 гг. (с перерывом в 2004 году), играл за «Шинник» (в первом дивизионе — 41 матч, 1 гол, в Премьер-лиге — 22 игры, в кубке — 7 игр, в Кубке РФПЛ — 6 игр, в турнире дублёров — 41 матч, 1 гол). В 2004 году играл в первом дивизионе за клуб «Лисма-Мордовия». В конце карьеры выступал за петербургские клубы зоны «Запад» второго дивизиона «Петротрест» и «Динамо».

## Достижения
- Победитель Первого дивизиона первенства России: 2001
- Победитель зоны «Запад» Второго дивизиона первенства России: 2009